# جشنواره زمستانی کبک
جشنواره زمستانی کبک (فرانسوی: Carnaval de Québec‎)، که به‌طور معمول در انگلیسی و فرانسوی به عنوان کارناوال کبک شناخته می‌شود، یک جشنواره پیش از چله روزه در کبک است. از ۱۸۹۴ این جشنواره در دوره‌هایی به صورت متناوب برگزار می‌شد اما از سال ۱۹۵۵ کارناوال کبک هر ساله جشن گرفته می‌شود. در آن سال شمایل آدمک بونهوم (فرانسوی: Bonhomme‎) به عنوان نماد جشنواره، برای اولین بار به نمایش گذاشته شد. در سال ۲۰۰۶، حدود یک میلیون نفر در سالن جشنواره زمستانی کبک حضور داشتند که بزرگترین جشنواره زمستانی در جهان در آن زمان را شکل می‌داد (پیش از برگزاری جشنواره هاربین).
معروف‌ترین جاذبه‌های این جشنواره زمستانی فعالیت‌های شبانه و روزانه به رهبری آدمک بونهوم است. بادکنک‌های بزرگ نمایشی که از بالای شهر می‌آیند، با چراغ‌ها و مجسمه‌های یخی تزئین شده‌اند.
تعداد زیادی از مهمانی‌ها و گردهم‌آیی‌های عمومی و خصوصی، نمایش‌ها و رقص‌ها در سراسر شهر برگزار می‌شوند، بعضی از آنها در هوای سرد جانسوز بیرون قرار دارند و افسانه کبکی شادی زندگی (فرانسوی: joie de vivre‎) را بازگو می‌کنند.

## نگارخانه

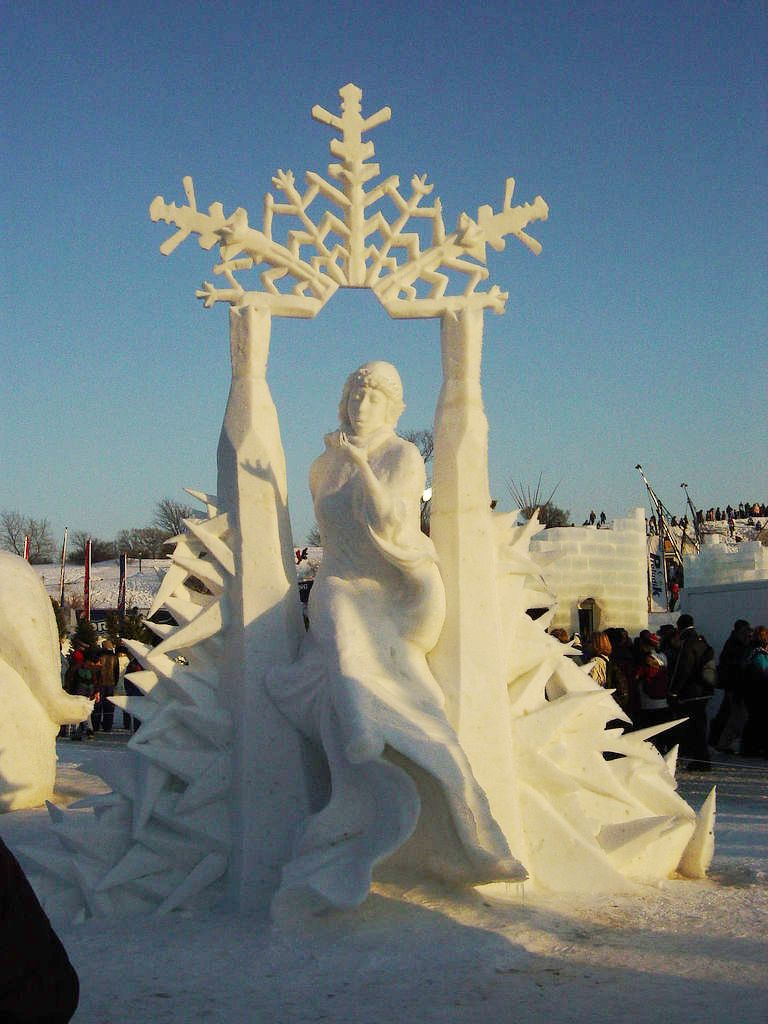
مجسمه یخی (۲۰۰۵)
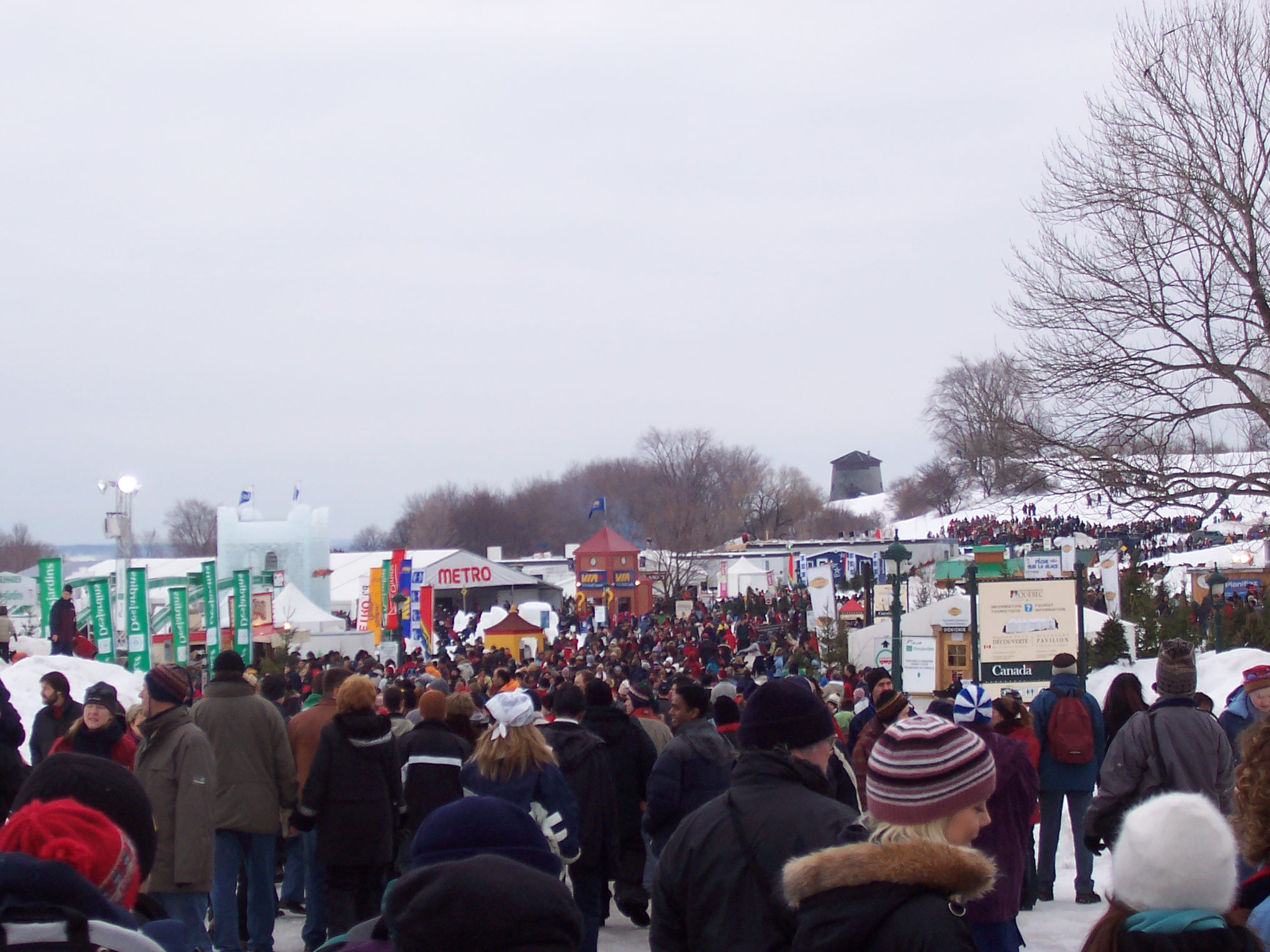
تجمع خانوادگی (۲۰۰۶)
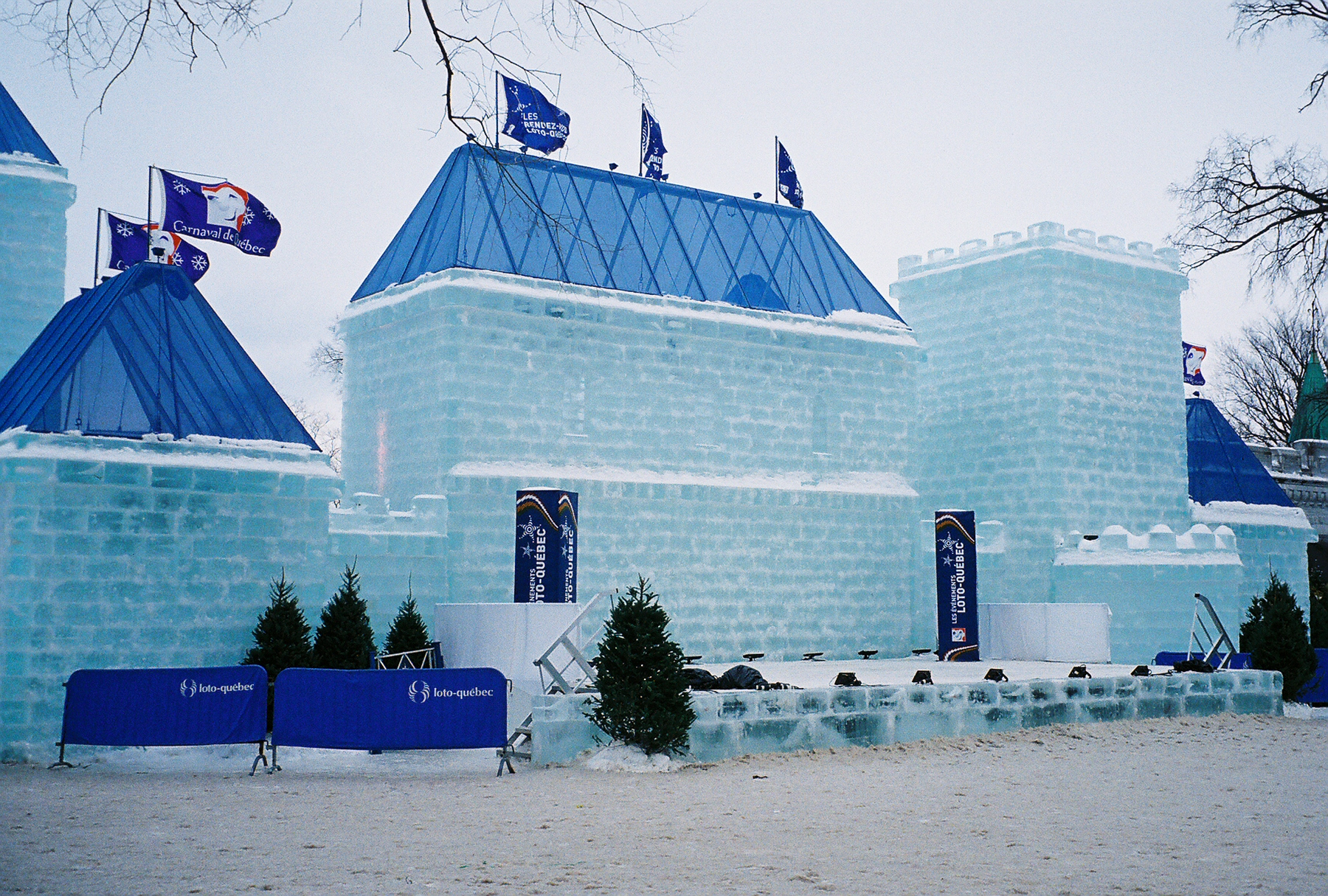
کاخ یخی (۲۰۰۹)
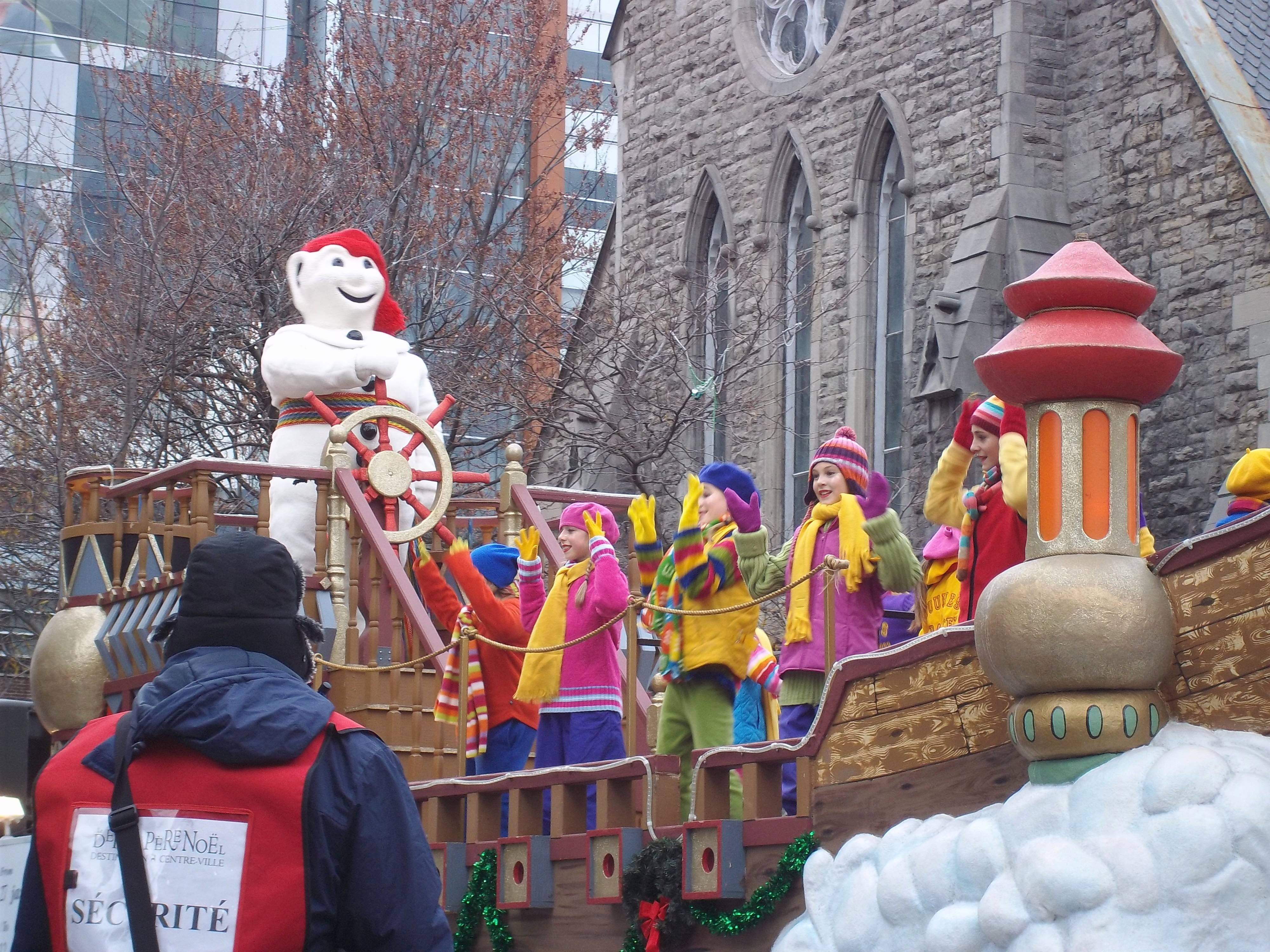
رژه در مونترال (۲۰۱۱)
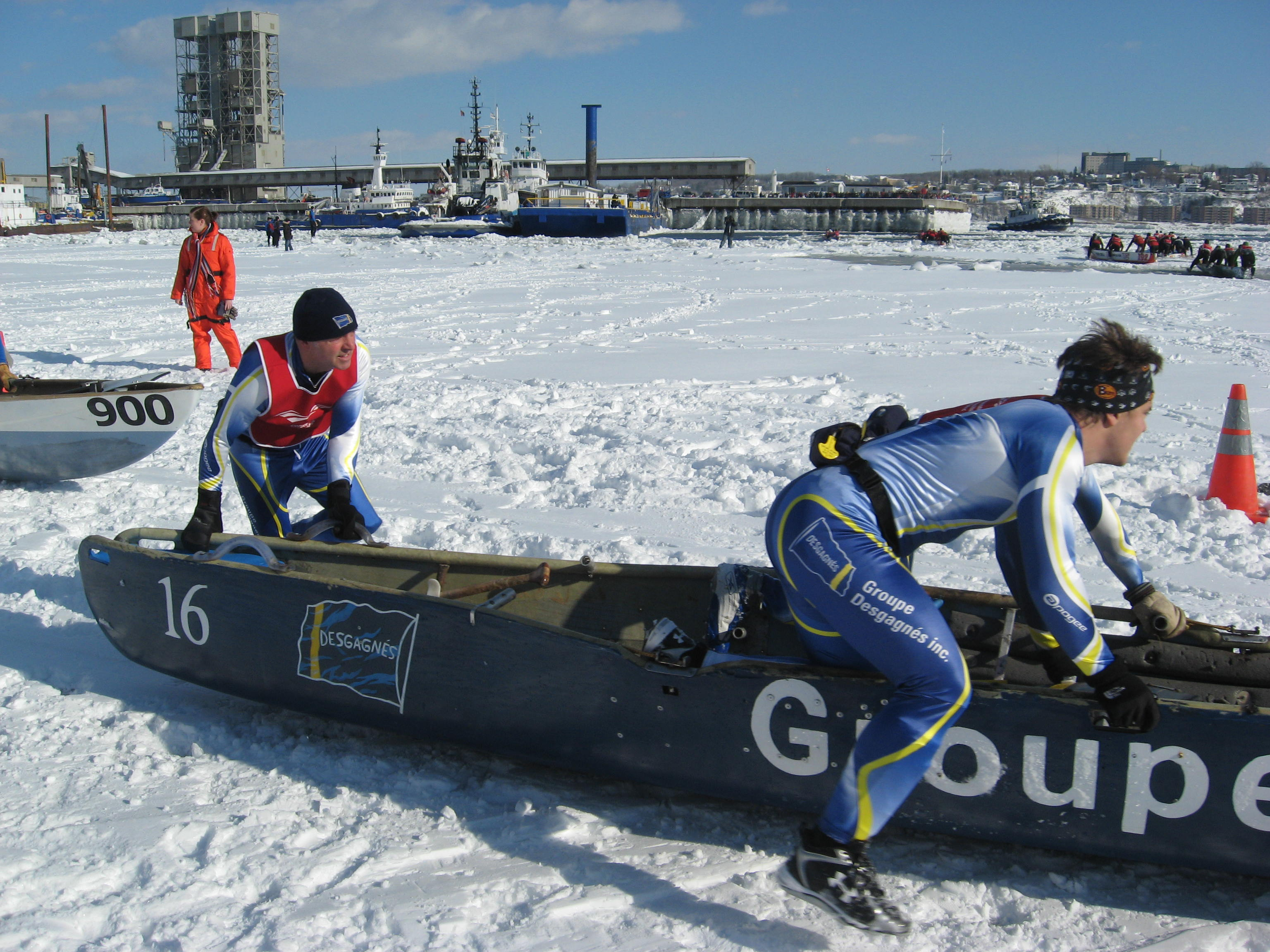
مسابقه کنو (۲۰۱۱)
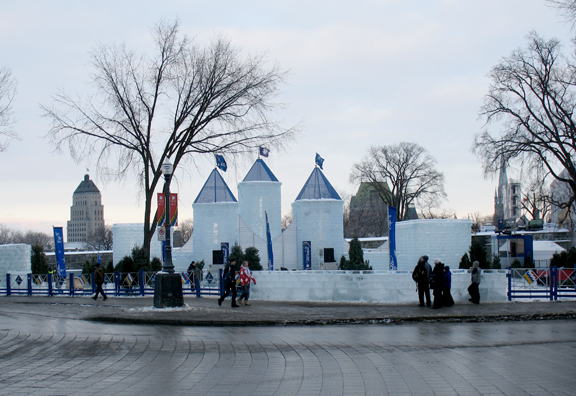
کاخ یخی (۲۰۱۱)
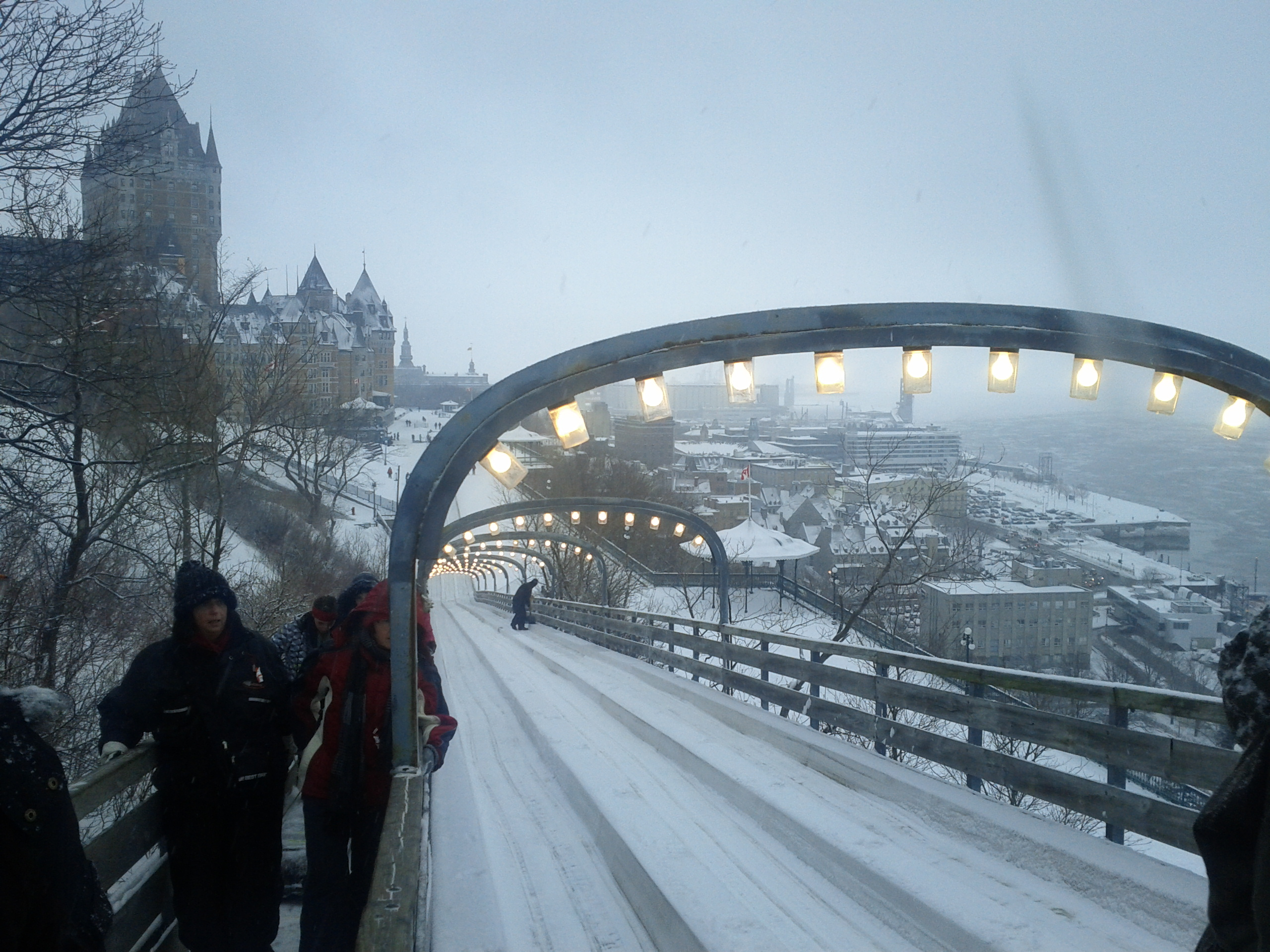
سورتمه‌رانی در تراس دوفرین

- تور مجازی جشنواره زمستانی کبک در عکاسی پانوراما
- Tornoipee-wee.qc.ca
- Fissnowboard.com
- Icehotel-canada.com